# 마리사 코글란
머리사 코플런(Marisa Coughlan, 영어 발음: /ˈkɒflən/, 1974년 3월 17일 ~ )은 미국의 배우, 각본가, 영화 제작자이다.
미니애폴리스에서 태어났다.

## 출연 작품

### 영화
- 북두권 (1995)
- Our Son, the Matchmaker (1996)
- 팅글 부인 가르치기 (1999)
- 가십 (2000, Gossip)
- 프레디 갓 핑거드 (2001)
- 슈퍼 트루퍼스 (2001) - 사무관 어설라 핸슨 역
  - 슈퍼 트루퍼스 2 (2018)
- 펌프킨 (2002)
- Dry Cycle (2003)
- Criminology 101 (2003)
- I Love Your Work (2003) - 제인 역
- 굿바이 초콜릿 (2007)
- Already Dead (2008)
- 스페이스 스테이션 76 (2013, Space Station 76) - 미스티 역
- 인퍼머스 (2020)
- The Last Duane (미정)

### 텔레비전
- 마스터즈 오브 호러 (2006) - 저주("The Damned Thing") 편
- 보스턴 리걸 (2006)
- 본즈 (2009)